# Oruza chalcogramma
Oruza chalcogramma är en fjärilsart som beskrevs av Felix Bryk 1948. Oruza chalcogramma ingår i släktet Oruza och familjen nattflyn. Inga underarter finns listade i Catalogue of Life.